# Szerpentin (alkaloid)
A szerpentin egy terpén indol alkaloid, amelyet a meténgfélék (Apocynaceae) családjának több tagja, köztük a rózsás meténg (Catharanthus roseus) és a Rauwolf-cserje (Rauvolfia serpentina) termel.

## Fordítás
Ez a szócikk részben vagy egészben  a   Serpentine (alkaloid) című angol Wikipédia-szócikk fordításán alapul.  Az eredeti cikk szerkesztőit annak laptörténete sorolja fel. Ez a jelzés csupán a megfogalmazás eredetét és a szerzői jogokat jelzi, nem szolgál a cikkben szereplő információk forrásmegjelöléseként.